# Allgemeiner Sozialer Dienst
Der Allgemeine Soziale Dienst (ASD) ist in Deutschland ein kommunaler sozialer Dienst mit einer sehr breiten Aufgabenstellung.  In einigen Kommunen werden auch andere Bezeichnungen verwendet, etwa in Hannover Kommunaler Sozialdienst (KSD) oder in Bayern Bezirkssozialarbeit (BSA).
Der ASD soll ganzheitliche Hilfe zielgruppen-, problem- und ämterübergreifend anbieten. Als größter Dienst und wesentlicher Garant sozialer Grundversorgung innerhalb einer Kommune kann er organisatorisch dem Jugendamt, dem Sozialamt oder dem Gesundheitsamt zugeordnet sein oder auch als eigenständiges Amt fungieren. Darüber hinaus ist es prinzipiell möglich, dass innerhalb einer Kommune jedem der genannten Ämter ein eigener sozialer Dienst beigeordnet ist. In der Praxis entsteht allerdings die umfassende Zuständigkeit des ASD in 95 % aller Fälle auf Rechtsgrundlage des SGB VIII, was dazu führt, dass der ASD fast immer dem Jugendamt eingegliedert ist.
Vielfach wird der Begriff Allgemeiner Sozialdienst synonym für Allgemeine Sozialberatung verwandt. Eine wesentliche inhaltliche Unterscheidung besteht jedoch in der Ausrichtung des ASD auf die Bereiche Kinder, Jugendliche, Familie, Erziehung, wohingegen die allgemeine Sozialberatung ein erheblich umfassenderes Feld der sozialen Arbeit, schwerpunktmäßig in den Bereichen Hilfe für Menschen in schwierigen Lebenslagen, Sozial- und Sozialhilferecht (u. a. SGB II, SGB XII) abdeckt.
Dem Allgemeinen Sozialen Dienst stehen die besonderen sozialen Dienste (BSD) gegenüber. Dies sind beispielsweise Schuldner- oder Drogenberatung, die häufiger auch von freien Trägern angeboten werden.

## Prinzipien für die Arbeit des Allgemeinen Sozialen Dienstes
Die Prinzipien für die Arbeit des ASD sind:
- Lebensweltorientierung: Die Fachkraft soll sich auf den Familienalltag, die Arbeitssituation, den Lebensstil und das Freizeitverhalten des Klienten einstellen. Sie muss sich von den eigenen Normalitätsvorstellungen distanzieren können.
- Ganzheitlichkeit: Die ganze komplexe Realität der Klienten muss berücksichtigt werden. Also die Gesamtsituation, die Vielschichtigkeit der Problemursachen, die vielfältigen Möglichkeiten der Hilfegewährung. Das kann nur geschehen, wenn systemische oder ökologische Ansätze verwendet werden und alle Systembeziehungen und Teilebenen berücksichtigt werden. Klienten haben nur einen Ansprechpartner.
- Prävention: Die Verhütung von Problemen ist effektiver und kostengünstiger als deren Behebung.
- Hilfe zur Selbsthilfe: Die Eigenkräfte der Klienten sollen so gestärkt werden, dass sie sich selbst aus den jetzigen und zukünftigen Problemlagen befreien können.
- Partizipation: Klienten sollen ihr Recht auf Beteiligung wahrnehmen können und freiwillig mitarbeiten.
- Integration: Eine Ausgrenzung der Klienten aus der Gesellschaft soll verhindert oder rückgängig gemacht werden.
- Bürgernähe: Die Hilfe des ASD muss niederschwellig erreichbar sein. Das setzt oft eine dezentrale Struktur voraus.
- Keine Trennung von Innen- und Außendienst: Hilfemanagement aus einer Hand.

Der umfängliche Aufgabenkatalog des ASD ist Organisationsfolge der Komplexität sozialer Problemlagen, die einen breiten Handlungsrahmen erfordern. Der breit gefächerte Arbeitsauftrag macht Schwerpunktbildungen bei den einzelnen Mitarbeitern als Vertiefungswissen notwendig.

## Aufgaben
Aufgaben des ASD sind beispielsweise:
- Beratung in allgemeinen Fragen der Erziehung
- Beratung in Fragen der Partnerschaft, häuslichen Gewalt, Trennung und Scheidung,
- Hilfe für Kinder, Jugendliche und junge Volljährige in Konfliktsituationen
- Bei Bedarf, Vermittlung von geeigneten und qualifizierten Jugendhilfemaßnahmen (Hilfen zur Erziehung nach dem Kinder- und Jugendhilfegesetz)
- Schutz für Kinder und Jugendliche bei körperlicher, seelischer und sexueller Misshandlung

Der ASD hat sich aus der kommunalen Familienfürsorge entwickelt. Sein Arbeitsbereich ist insbesondere die Familie und ihr Umfeld, für deren Lebensqualität bzw. Problembewältigung sowohl Angebote der Jugendhilfe, der Sozialhilfe wie der Gesundheitshilfe erforderlich sein können. Ferner sind die Dienstleistungen auf alte, kranke und behinderte Menschen ausgerichtet.
Der ASD soll die Ursachen für (potentielle) Notsituationen erkennen und vorrangig Hilfe zur Selbsthilfe geben. Durch Clearing- und Koordinationsfunktionen sowie Case Management soll er dazu beitragen, dass dem Bürger alle Angebote der sozialen Infrastruktur zugänglich sind.
Die Aufgaben des ASD werden in der Regel von Fachkräften erfüllt, die erfolgreich ein Studium der Sozialen Arbeit abgeschlossen haben. Verwendete Arbeitsansätze sind insbesondere die Einzelhilfe, die soziale Gruppenarbeit, Gemeinwesenarbeit sowie sozialtherapeutische Methoden.